# قوائم لغات البرمجة
هُناك آلافٌ من لُغات البرمجة. وَهي معروضة بطرقٍ مُختلفة:
| لعرض كل pages, subcategories and images اضغط على «◄»: |
| --- |
| قوائم لغات البرمجة (8 ص) قوائم لغات البرمجة التسلسل الزمني للغات البرمجة قائمة لغات البرمجة قائمة لغات البرمجة كائنية التوجه قائمة لغات البرمجة للذكاء الاصطناعي قائمة لغات البرمجة وفق النوع لغات البرمجة المأخوذة من سي لغات برمجة غير إنجليزية |